# Sfâșierea cerului
Sfâșierea cerului (1971) (titlu original The Lathe of Heaven) este un roman science fiction al scriitoarei Ursula K. Le Guin și prezintă povestea unui om ale cărui vise modifică retroactiv realitatea. Serializat inițial în revista SF americană Amazing Stories, romanul a fost nominalizat în 1971 la premiul Nebula, în 1972 la premiul Hugo și a câștigat premiul Locus pentru cel mai bun roman în 1972.
Cartea a stat la baza a două adaptări pentru televiziune: The Lathe of Heaven (1980) produsă de PBS și remake-ul Lathe of Heaven (2002) produs de A&E Network.

## Titlul
Titlul a fost preluat din scrierile lui Zhuang Zi, mai exact dintr-un pasaj al capitolului XXIII, paragraful al șaptelea, citat la începutul capitolului 3 al romanului:
„Ca să lași înțelegerea să se oprească la ceea ce nu poate fi înțeles este o mare realizare. Cei care nu pot s-o facă vor fi distruși în sfâșierea cerului.”
Alte citate din aceeași operă apar pe tot parcursul romanului. Le Guin a ales titlul deoarece îi plăcea acel citat care, în ediția englezească citită de scriitoare conținea o traducere eronată a textului chinezesc: „Cei care nu pot s-o facă vor fi distruși în strungul cerului”. Le Guin a clarificat problema într-un interviu acordat lui Bill Moyers și înregistrat pentru lansarea pe DVD a ecranizării din 1980:
„...aparent este vorba despre o mare eroare de traducere, despre care nu aveam cunoștință la acel moment. Nu existau strunguri în China la data la care au fost rostite acele cuvinte. Joseph Needham mi-a scris și mi-a spus: „Este o traducere frumoasă, dar e greșită”.”
Ulterior, Le Guin a publicat propria traducere a operei Tao Te Ching (Cartea Căii și a Virtuții), atribuită lui Lao Zi, fondatorul tradițional al taoismului. În notele de la sfârșitul cărții, ea revine asupra problemei: „Limbajul folosit în unele [versiiuni din Tao Te Ching] erau atât de obscure, încât m-au făcut să mă întreb dacă nu cumva cartea trece transcende înțelegerea Occidentală. (Versiunea lui James Legge a fost una dintre acestea, deși mi-a oferit titlul uneia dintre cărțile mele, The Lathe of Heaven (Strungul cerului). Peste ani, Joseph Needham, marele erudit în știință și tehnologie chinezească, mi-a scris într-un mod cât se poate de drăguț și lipsit de reproș că Legge a cam dat-o în bară la traducerea cu pricina; când a fost scrisă cartea [Tao Te Ching], strungul nu fusese încă inventat.)” 
Traducerile romanului au apelat la titluri diferite. Ediția germană și prima ediție portugheză au folosit Die Geißel des Himmels și, respectiv, O Flagelo dos Céus, ceea ce înseamnă, literar, "Biciul cerului". Ediția franceză, cea suedeză și prima ediție portugheză sună astfel: L'autre Côté du Rêve, På Andra Sidan Drömmen și Do Outro Lado do Sonho, ceea ce înseamnă "Cealaltă parte a visului". În traducerea românească a operei lui Zhuang Zi, pasajul incriminat este tradus astfel: „Dacă există cineva care nu este tocmai așa, pe acela roata Cerului îl distruge”. Roxana Brînceanu, cea care a tradus romanul Ursulei K. Le Guin, a optat pentru sintagma "Sfâșierea cerului".

## Intriga
Acțiunea cărții se petrece în anul 2002 în Portland, Oregon, un oraș cu trei milioane de locuitori în care plouă continuu. Populația săracă suferă de lipsa proteinelor, într-o cultură care amintește de anii '70. În Orientul Mijlociu se desfășoară un război devastator, cu Egiptul și Israelul aliați contra Iranului.
George Orr este un proiectant care se droghează cu medicamente pentru a se opri din a mai avea vise „eficiente”, care schimbă retroactiv realitatea. După un asemenea vis, noua realitate devine singura realitate pentru toți cei din jur, singurul care-și amintește realitatea anterioară fiind George. Abuzul de medicamente atrage atenția autorităților, care îl amenință cu internarea într-un sanatoriu în cazul în care nu urmează un tratament sub supravegherea unui psihiatru.
George începe să participe la ședințele unui psihiatru ambițios, care desfășoară cercetări în domeniul somnului, pe nume William Haber. Deși la început crede că are de-a face cu un pacient cu mintea zdruncinată, Haber începe să-l creadă când vede că George chiar face ceea ce pretinde. Faptul de a participa la momentele în care George are vise eficiente îl face și pe Haber să perceapă schimarea realităților, lucru pe care decide să-l folosească pentru a schimba lumea după propriile planuri. Cu ajutorul unei mașinării EEG inventată de el și numită Augmentor, el îi induce lui George idei pentru vise eficiente, producând lumi alternative. Acestea respectă cerințele lui Haber, dar în moduri intolerabile:
- Când Haber îi induce lui George ideea de a visa la o lume fără rasism, pielea tuturor oamenilor devine gri.
- Încercarea de a rezolva problema suprapopulării îl face pe George să viseze o molimă devastatoare care a redus populația de la șapte milioane la un milion de locuitori.
- Dorința de pace între toate națiunile globului produce o invazie extraterestră care determină toate națiunile lumii să se alieze împotriva acestei amenințări.

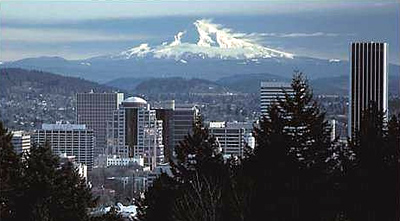
Portland şi Muntele Hood joacă un rol important în cadrul romanului

Fiecare vis eficient îi conferă tot mai multă putere lui Haber, care ajunge până la urmă conducătorul lumii. Situația financiară a lui George se îmbunătățește și ea, dar proiectantul este nemulțumit de faptul că amestecul lui Haber și vrea să lase lucrurile să se petreacă în ritmul lor, nu influențate de dorințele cuiva. El apelează la un avocat, o mulatră pe nume Heather, care asistă la una dintre ședințe și, astfel, devine și ea conștientă de schimbarea realității. George se îndrăgostește de ea și chiar ajunge să o ia de soție într-una dintre realități, dar nu reușește să iasă de sub terapie.
George îi povestește lui Heather despre faptul că „lumea reală” a fost distrusă într-un război nuclear în aprilie 1998. Pe când stătea muribund între ruine, George a visat că revenise la viață. El se îndoiește de existența realității pe care o trăiește, dar se teme de eforturile lui Haber de a o îmbunătăți. Încercarea lui Heather de a-l ajuta pe George să scape de sub controlul lui Haber se concretizează în crearea unei alte realități, mult mai rele, în care omenirea este aproape distrusă de extratereștri. Disperați, apelează la Haber care îi induce lui George ideea unor extratereștri pașnici. Haber nu se mulțumește cu rezolvarea acestei probleme, ci continuă să „îmbunătățească” lumea. Eliminarea raselor produce însă o realitate în care Heather nu există, deoarece părinții ei au ajuns împreună tocmai pentru că erau de rase diferite.
Cu ajutorul extratereștrilor, Orr înțelege cum poate pune capăt manipulării. Din păcate însă, Haber a folosit Augmentorul pentru a învăța să-și inducă și lui vise eficiente și decide că nu mai are nevoie de George. Însă primul să vis eficient aproape distruge toate realitățile și doar intervenția de ultim moment a lui George salvează lumea. Haber rămâne cu mințile rătăcite, iar Heather revine la viață și pare a fi așa cum o cunoscuse George inițial.

## Personaje
- George Orr - proiectant care are „vise eficiente” (vise care modifică retroactiv realitatea)
- William Haber -  psihiatru desemnat să-l trateze pe George; cu ajutorul unui aparat EEG inventat de el înceracă să manipuleze visele acestuia, devenind stăpânul unei lumi utopice
- Heather Lelache - avocată mulatră văduvă angajată de George pentru a-l scoate din programul terapeutic al lui Haber; într-una dintre realitățile visate de George, devine soția acestuia, iar în alta nu s-a născut
- Tiua'k Ennbe Ennbe - extraterestru care-l ajută pe George să-și controleze visele
- Penny - asistenta lui Haber
- E'nememen Asfash - extraterestru care are o afacere cu mobilier de bucătărie

## Opinii critice
Theodore Sturgeon a scris în The New York Times că „este o carte foarte bună” și a lăudat-o pe Le Guin pentru că „a realizat o sinteză rară și puternică între poezie și știință, rațiune și simțire”. Pe de altă parte, Lester del Rey a criticat romanul pentru o a doua jumătate arbitrară și ineficiență, comentând că „o minune după alta duce la pierderea credibilității”

## Puncte de vedere
"Unul dintre cele mai bune romane, foarte important pentru înțelegerea naturii lumii noastre, este Sfâșierea cerului a Ursulei K. Le Guin, în care universul visului este articulat într-un mod atât de remarcabil și de convingător, încât ezit să-i mai adaug vreo explicație. Nu necesită niciuna." 
Dacă tehnologia joacă un rol minor, romanul pune accentul pe întrebări filozofice despre dorința de a ne controla destinul, opunând abordării pozitiviste a lui Haber non-acțiunea taoistă. Începuturile capitolelor sunt însoțite de citate din H. G. Wells, Victor Hugo și opere taoiste. Portretizarea realităților alternative derivate din procese psihice a făcut ca acest roman să fie considera un omagiu adus de Le Guin lui Philip K. Dick. În biografia făcută lui Dick, Lawrence Sutin a spus despre Le Guin că a fost „de multă vreme un avocat public loial al talentului lui Phil”. După spusele lui Sutin, „Sfâșierea cerului a fost, așa cum a recunoscut chiar ea, influențată profund de operele lui [Dick] din anii șaizeci.”
Cartea reprezintă o critică a behaviorismului. Orr, un om mediocru, dar puternic și cinstit, este considerat bolnav pentru că se teme de abilitatea sa de a modifica realitatea. El este obligat să urmeze terapia indiferent de voința sa, iar efortul său de a scăpa de Haber - psihiatrul său - este considerat suspect. Pe de altă parte, Haber este fermecător, extrovertit și încrezător, dar el va fi cel care înnebunește în cele din urmă și e pe punctul de a distruge realitatea. El combate neliniștea lui Orr privind modificarea realității cu teorii psihologice, fiind mai preocupat de mașinăria sa și de puterile lui Orr decât de vindecarea pacientului.
Este posibil ca Le Guin să-și fi numit protagonistul "George Orr" ca omagiu adus autorului britanic George Orwell, făcând o paralelă între lumile distopice descrise de ea în Sfâșierea și distopia imaginată de Orwell în romanul 1984.

## Adaptări
În 1980 a fost lansată ecranizarea The Lathe of Heaven, produsă de televiziunea publică WNET, în regia lui David Loxton și Fred Barzyk. A fost prima adaptare pentru televiziune a celor de la PBS, realizată cu un buget de 250.000$. Destul de fidelă romanului, adaptarea îi are în distribuție pe Bruce Davison în rolul lui George Orr, Kevin Conway - William Haber și Margaret Avery - Heather LeLache. Ursula K. Le Guin însăși a fost implicată în realizarea ecranizării, pe care a lăudat-o în numeroase ocazii.
Drepturile de difuzare ale celor de la PBS au expirat în 1988, iar filmul a devenit programul cel mai solicitat din istoria PBS. Fanii au fost extrem de nemulțumiți de „clasarea” filmului, dar WNET s-a dovedit incapabilă să aloce bugetul necesar redifuzării filmului. Printre îndatoririle necesitate de o asemenea acțiune se număra plata drepturilor tuturor participanților la proiectul inițial, negocierea unei înțelegeri speciale cu compozitorul coloanei sonore și semnarea unei înțelegeri pentru fragmentul "With a Little Help from My Friends" al formației Beatles, care reprezintă un element central al intrigii în roman și în film. Versiunea video pentru acasă include un cover al melodiei respective. Ea a fost prelucrată pornind de la o bandă video a primei difuzări. PBS nu a salvat o copie a producției în arhivele sale, convins că problemele cu drepturile aveau să îngroape proiectul.
O a doua ecranizare a fost lansată în 2002 cu titlul Lathe of Heaven (Puterea viselor). Produs pentru A&E Network și regizat de Philip Haas, filmul îi reunește pe actorii James Caan, Lukas Haas și Lisa Bonet. Această ecranizare modifică o bună parte a intrigii și unele personaje. Le Guin n-a fost implicată în realizarea sa
O adaptare teatrală de Edward Einhorn, produsă de Untitled Theater Company #61, a fost programată pentru 2012 la 3LD Art + Technology Center din New York City.